# Wangen (Ritten)

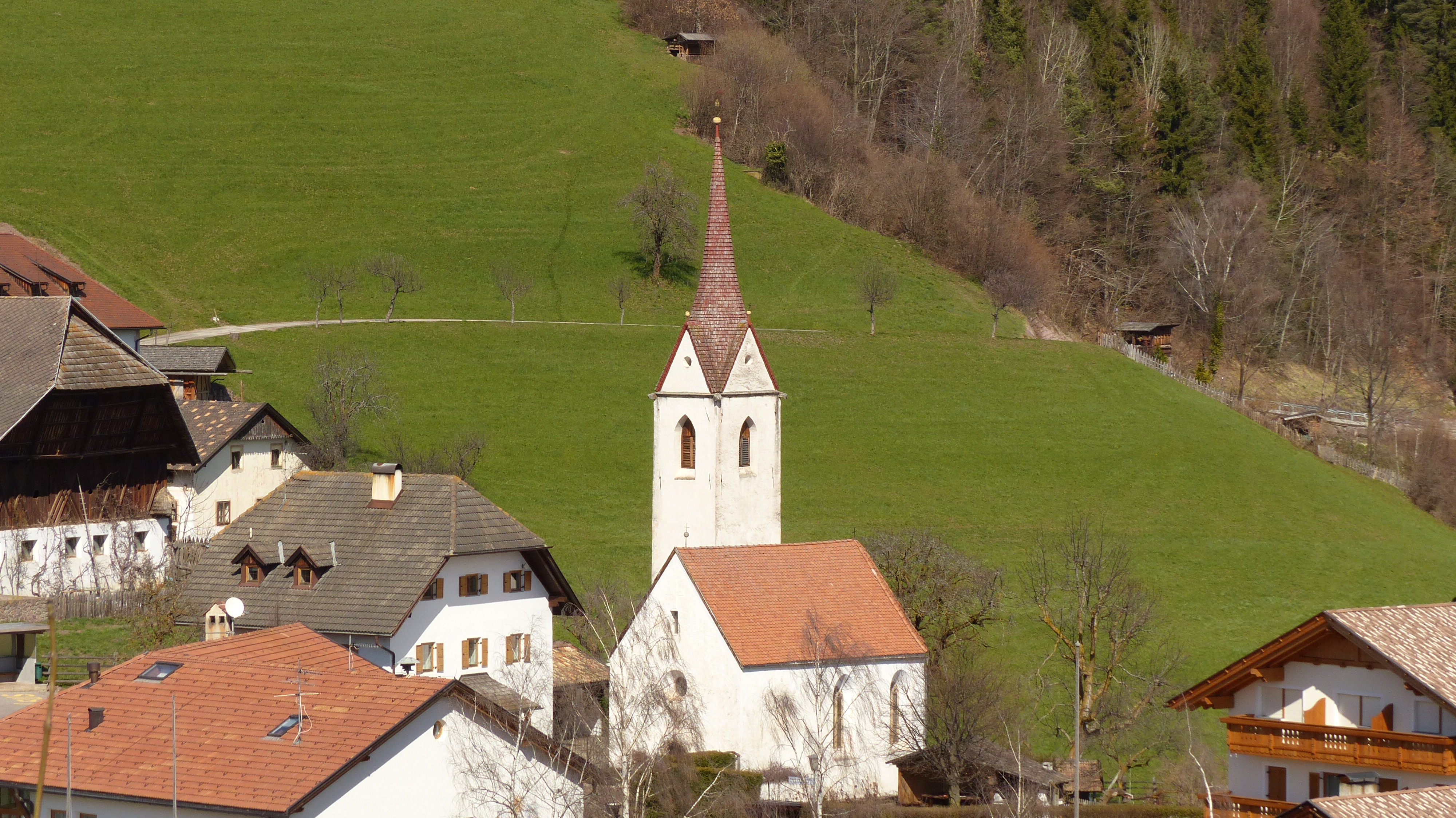
Blick auf den kleinen Ortskern mit der Vigilius-Kirche

Wangen (italienisch Vanga) ist eine Fraktion der Gemeinde Ritten mit 346 (Stand 31. Dezember 2021) Einwohnern in Südtirol. Sie liegt auf dem Ritten, einem weitläufigen Bergrücken im Südosten der Sarntaler Alpen, im Einzugsgebiet des Sarntals.

## Geographie
Die Fraktion besteht aus einem kleinen Dorfkern auf rund 1060 m Höhe sowie umliegenden Gehöften. Die Höfe von Unterwangen (zu unterscheiden vom bereits zur Gemeinde Sarntal gehörenden Niederwangen) ziehen sich dabei weit Richtung Sarner Schlucht bis zum Johanneskofel hinab. Gespeist wird Wangen durch den Wangener Bach, der in die Talfer mündet. 

## Geschichte
Der Ortsname wird ersturkundlich im Traditionsbuch von Kloster Neustift in den Jahren 1174–1178 als „Wange“ genannt. Er ist auf althochdeutsch ‚wang‘ bzw. mittelhochdeutsch ‚wanc‘ zurückzuführen und bezeichnet ein ‚Gelände mit Grasflächen‘ bzw. ein ‚Anbaugebiet am Berghang‘.
Wangen bildete vom 13. bis zum 18. Jahrhundert ein eigenes Landgericht, das zunächst von den Herren von Wangen verwaltet und schließlich an die Tiroler Landesfürsten übergegangen ist, die hier eigene Gerichtspfleger einsetzten; das Gericht umfasste die drei Viertel Wangen, Oberinn und Burgfrieden (rund um Burg Wangen-Bellermont). Von 1338 stammt ein ausführliches Weistum des Wangener Gerichts. Bereits im frühen 15. Jahrhundert treten die „lewtte und gemainschaft von Wangen“ als Dorfgenossenschaft in einem Zollrechtsstreit mit der Adelsfamilie Botsch in Erscheinung.
1928 wurde das bis dato eigenständige Wangen in die Gemeinde Ritten eingegliedert.

## Kultur und Sehenswürdigkeiten

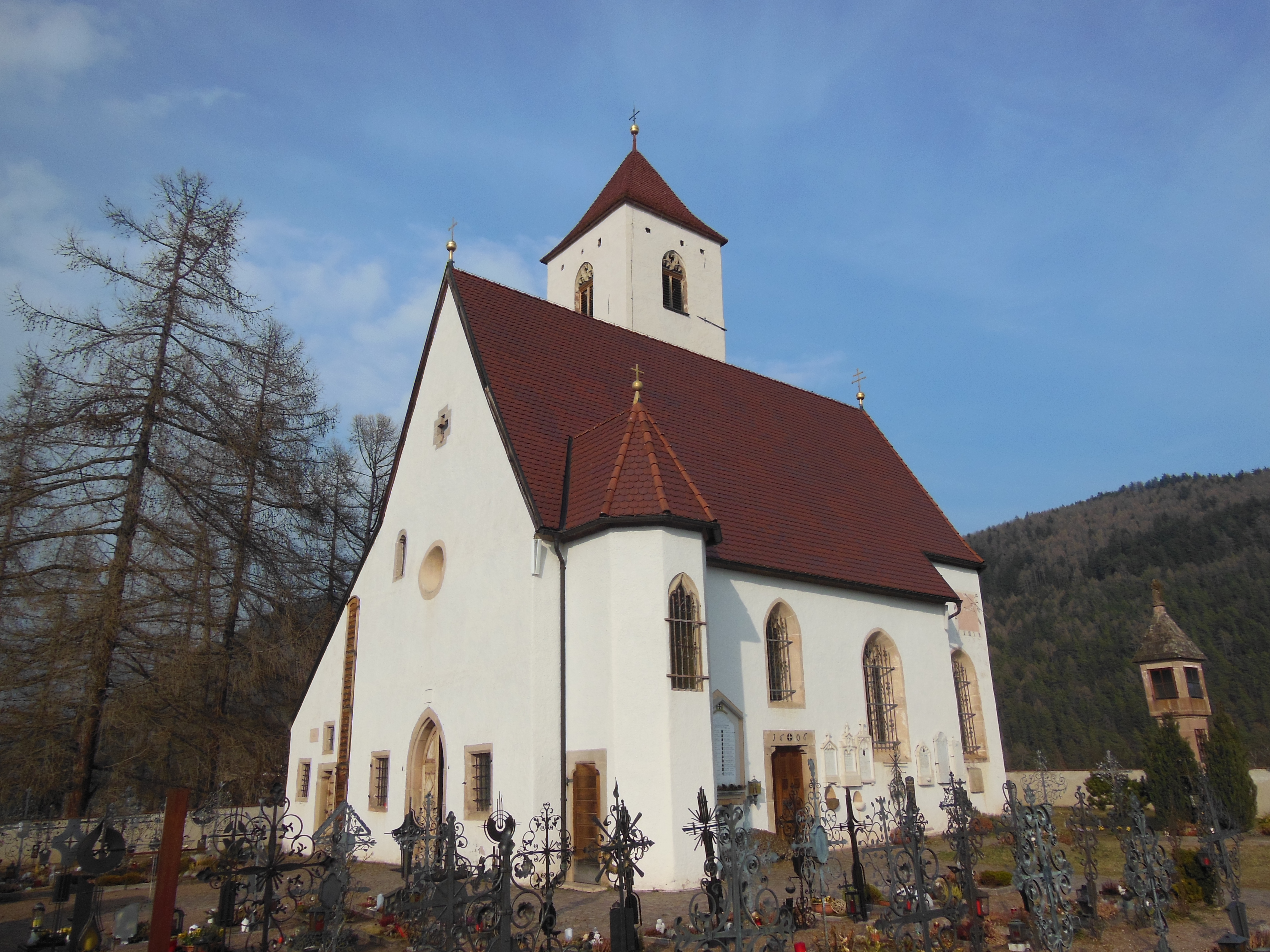
Pfarrkirche St. Peter

Im Ortszentrum befinden sich ein Gasthof, die deutschsprachige Grundschule „Friedrich von Wangen“, sowie die 1518 erstmals erwähnte, 1529 umgebaute und 1594 neu geweihte Vigilius-Kirche im Dorfe. Die dem Heiligen Petrus geweihte, nochmals ältere Pfarrkirche befindet sich auf einem kleinen Hügel am Südwestrand des Dorfkerns; ihr Patronat ging 1299 von den Herren von Wangen an den Deutschen Orden, dem sie noch heute inkorporiert ist. Ein drittes Sakralgebäude, die spätgotische Kapelle St. Johann am Kofl, steht auf dem Johanneskofel.